# Поточець
Поточець (хорв. Potočec) — населений пункт у Хорватії, у Загребській жупанії у складі громади Градець.

## Населення
Населення за даними перепису 2011 року становило 88 осіб.
Динаміка чисельності населення поселення:

## Клімат
Середня річна температура становить 10,65 °C, середня максимальна — 25,34 °C, а середня мінімальна — -6,44 °C. Середня річна кількість опадів — 809 мм.
| Клімат поселення                              | Клімат поселення | Клімат поселення | Клімат поселення | Клімат поселення | Клімат поселення | Клімат поселення | Клімат поселення | Клімат поселення | Клімат поселення | Клімат поселення | Клімат поселення | Клімат поселення | Клімат поселення |
| Показник                                      | Січ.             | Лют.             | Бер.             | Квіт.            | Трав.            | Черв.            | Лип.             | Серп.            | Вер.             | Жовт.            | Лист.            | Груд.            |                  |
| Середній максимум, °C                         | 6,08             | 8,31             | 12,93            | 17,09            | 22,10            | 25,34            | 24,71            | 24,11            | 20,03            | 14,87            | 9,24             | 4,99             |                  |
| Середня температура, °C                       | −0,17            | 2,06             | 6,67             | 10,84            | 15,86            | 19,08            | 20,65            | 20,05            | 15,97            | 10,80            | 5,16             | 0,92             |                  |
| Середній мінімум, °C                          | −6,44            | −4,2             | 0,41             | 4,59             | 9,60             | 12,82            | 16,58            | 15,98            | 11,89            | 6,73             | 1,10             | −3,16            |                  |
| Норма опадів, мм                              | 44               | 44               | 51               | 62               | 73               | 89               | 75               | 76               | 76               | 77               | 81               | 61               |                  |
| Середньомісячна швидкість вітру, м/с          | 2.00             | 2.20             | 2.60             | 2.50             | 2.30             | 2.10             | 2.00             | 1.84             | 1.90             | 1.90             | 2.00             | 2.00             |                  |
| Середньомісячна сонячна радіація, кДж/м²·день | 4064             | 6842             | 10608            | 15042            | 19279            | 21332            | 22135            | 19225            | 14153            | 8734             | 4527             | 3305             |                  |
| --------------------------------------------- | ---------------- | ---------------- | ---------------- | ---------------- | ---------------- | ---------------- | ---------------- | ---------------- | ---------------- | ---------------- | ---------------- | ---------------- | ---------------- |
| Джерело:                                      |                  |                  |                  |                  |                  |                  |                  |                  |                  |                  |                  |                  |                  |